# 정용대
정용대(鄭容臺, 1978년 2월 4일~)는 대한민국의 축구인이다.

## 구단 경력
일본 요코하마 FC 소속으로 활동할 당시, 포지션은 미드필더였다. 원래는 수비형 MF였지만, 센터백, 사이드백도 자유롭게 구사하는 유틸리티 플레이어이다.
2010년 J-리그 선수로 활동하기 위해 팀을 알아보았으나 여의치 않았고, 9월에 은퇴를 선언했다.